# Чађавица Доња (Бијељина)
Чађавица Доња је насељено мјесто у граду Бијељина, Република Српска, БиХ. Према попису становништва из 1991. у насељу је живјело 1.524 становника.

## Историја
Звона нове православне цркве су освећена у марту 1938.

## Становништво
| Националност       | 1991.          | 1981.          | 1971.          |
| Срби               | 1.495 (98,09%) | 1.495 (96,88%) | 1.662 (99,70%) |
| Хрвати             | 1 (0,06%)      | 2 (0,12%)      | 1 (0,05%)      |
| Муслимани          | 0              | 0              | 1 (0,05%)      |
| Југословени        | 18 (1,18%)     | 29 (1,87%)     | 0              |
| остали и непознато | 10 (0,65%)     | 17 (1,10%)     | 3 (0,17%)      |
| Укупно             | 1.524          | 1.543          | 1.667          |

| Демографија | Демографија | Демографија |
| Година      | Становника  | Становника  |
| ----------- | ----------- | ----------- |
| 1948.       | 1.515       |             |
| 1953.       | 1.570       |             |
| 1961.       | 1.632       |             |
| 1971.       | 1.667       |             |
| 1981.       | 1.543       |             |
| 1991.       | 1.529       |             |

## Религија
Црква Светога пророка Илије у селу Чађавица Доња